# Bossuit
Bossuit é uma vila e deelgemeente belga do município de Avelgem, província de Flandres Ocidental. Em 2006, Bossuit tinha 470 habitantes e 1,99 km². Nesta localidade existe a igreja de Santo Amelberga.
O castelo de  Bossuit é um castelo de estilo clássico. Foi construído durante o século XVII, mas o seu aspecto actual data do século XIX. 

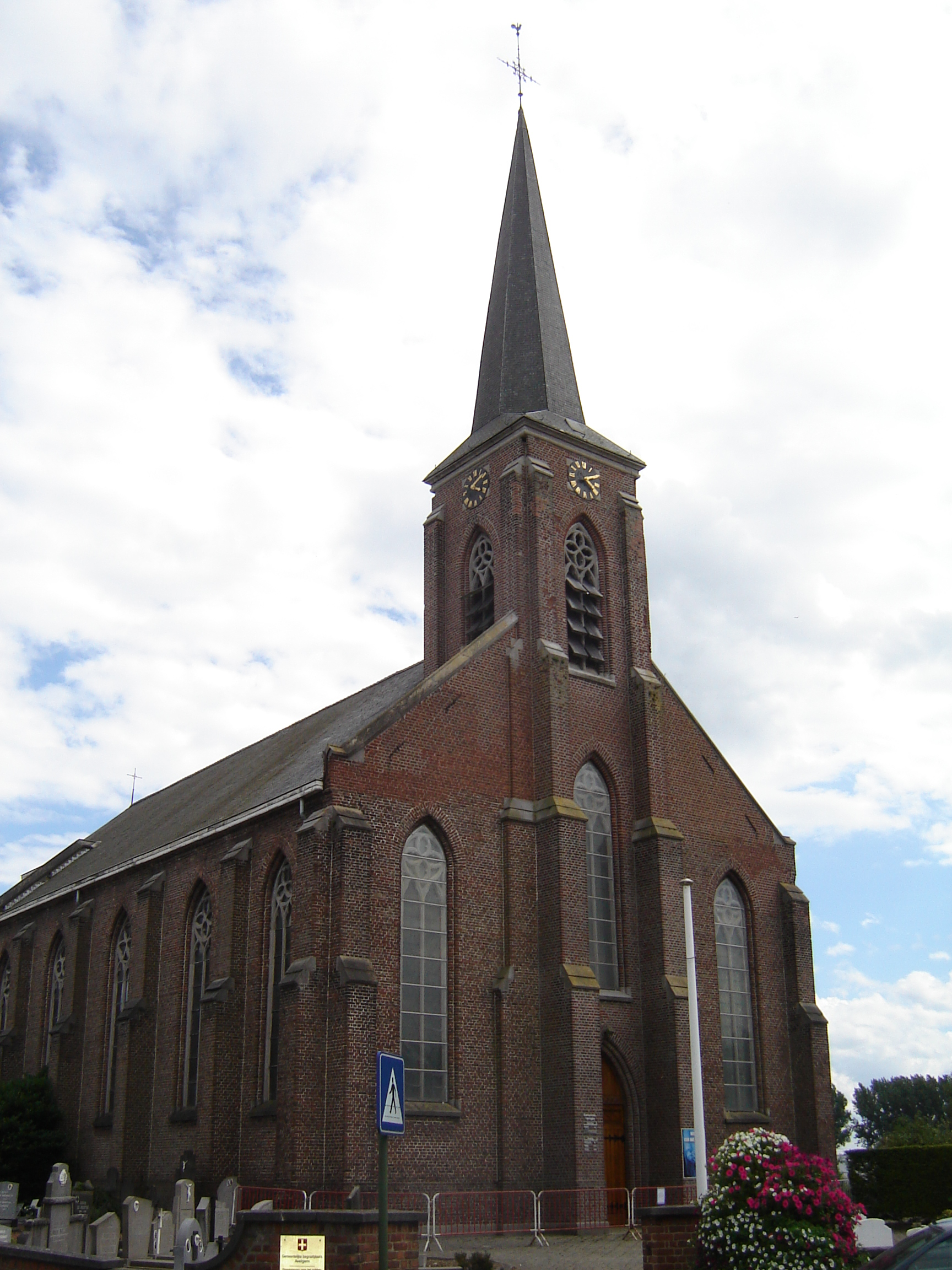
Igreja de Amelberga, em Bossuit.